# نادي كويمبيريوس
نادي كويمبر كورنوال لكرة القدم (بالفرنسية: Quimper Cornouaille Football Club)‏ نادي كرة قدم فرنسي يلعب في بطولة الهواة الفرنسية المجموعة د (دوري الدرجة الرابعة). يقع مقر النادي في كامبار في إقليم فنستير. تم تأسيس النادي في سنة 1904 .